# Corniche Kennedy (roman)
Pour les articles homonymes, voir Corniche Kennedy.
Corniche Kennedy est un roman de Maylis de Kerangal publié le 25 août 2008 aux éditions Verticales, et adapté au cinéma en 2016 par Dominique Cabrera dans un film homonyme.

## Historique
Le titre du roman fait référence à la corniche du Président-John-Fitzgerald-Kennedy, un boulevard de Marseille qui longe la mer Méditerranée depuis la plage des Catalans jusqu'aux plages du Prado.
Ce roman constitue le premier vrai succès de son auteur auprès du public et de la critique. Il a fait, de plus, partie des finalistes de nombreux prix littéraires (prix Femina, prix Médicis, prix France Culture-Télérama) l'année de sa parution.

## Résumé
À Marseille, sur la corniche Kennedy, un groupe d'adolescents âgés de 13 à 17 ans se retrouvent tous les soirs sur « La Plate », un bloc de béton peu attirant, où ils s'amusent de toutes les façons possibles et imaginables. Les fins de journées à La Plate se ressemblent toutes, et sont presque devenues rituelles. Toutes commencent par une simple baignade, suivie de plongeons depuis trois promontoires de plus en plus hauts : tout d'abord le saut le plus facile, puis le « Just do It », plus effrayant, et enfin le « Face to Face », le plus dangereux. Avec Eddy à la tête du groupe, la sécurité et la bonne entente sont assurées.
Un jour, Suzanne, jeune fille envieuse du groupe d'adolescents, décide d'aller sur la Plate et va malencontreusement être prise pour une voleuse en tentant de décrocher le téléphone de l'un d'eux. D'abord méprisée, elle parviendra à s’intégrer au groupe et à se rapprocher d'Eddy, avec qui elle vit une relation sexuelle tourmentée.
Sylvestre Opéra, un policier diabétique, initialement chargé de s'occuper des affaires de transport de drogue, se retrouve « obligé » de lutter contre les jeunes de la corniche, de les empêcher de sauter pour éviter qu'il y ait des blessés. Tandis que les forces de l'ordre mettent de plus en plus de moyens pour les arrêter, les adolescents, eux, s’amusent à les provoquer en continuant à sauter. Lors de leurs derniers sauts (de nuit), Mario (le meilleur ami d'Eddy), Eddy et Suzanne trouvent un paquet de drogue dans la mer.
Ils décident de s'enfuir de Marseille en scooter avec la drogue, sans Mario car celui-ci s'est cassé la cheville ou le genou et ne peut plus marcher. Ils vont donc l'abandonner sur la route. Les adolescents sont finalement interceptés par Sylvestre Opéra qui les ramène chez eux.

## Personnages
- Eddy : Le personnage principal du roman. Il vit dans les quartiers pauvres  de Marseille et il est le leader de la bande de la Plate.
- Mario : Le meilleur ami d'Eddy vivant également dans les quartiers pauvres de Marseille. Sa mère étant  rarement présente chez lui, il doit se débrouiller seul à seulement treize ans.
- Suzanne : Adolescente d'un milieu aisé tentant de s'intégrer au groupe de la Plate, qui sera par la suite amoureuse de Eddy. Malgré les réticences du groupe à son égard, elle parviendra à s'y intégrer pleinement au point d'en devenir un des piliers et  participera au « saut de nuit » contre la police.
- Sylvestre Opéra : Policier diabétique, s'occupant initialement d'affaires liées au trafic de drogue. C'est un homme à la personnalité extrême  et paradoxale, qui oscille entre la cause de la police et celle des adolescents.

## Éditions
- Éditions Verticales, 2008  (ISBN 978-2070122196).
- Éditions Gallimard, coll. « Folio », 2010  (ISBN 978-2070416998).
- Éditions Gallimard, coll. « Folioplus Classiques », 2015  (ISBN 978-2070463701).

## Adaptation au cinéma
Le roman est adapté en 2016 dans le film français Corniche Kennedy de Dominique Cabrera.